# Gatzwiller
Gatzwiller-slægten kommer sandsynligvis fra Alsaceområdet i Frankrig og det nordlige tysktalende Schweiz ved grænsen til Tyskland og Schweiz. Alsace tilhørte skiftende Frankrig og Tyskland, i dag en del af Frankrig.
Slægtsnavnet Gatzwiller blev brugt i Køln i starten af 1500-årene, hvor Simon og Sarah Gatzwiller er nævnt. Derudover mener man, at andre Gatzwillerne var franske huguenotter og de blev derfor i 1600-tallet nødt til at flygte fra Frankrig, da Ludvig 14., også kendt som solkongen (le roi de soleil), udstedte Fontainebleu-ediktet, som erklærede protestantismen for ulovlig. Det medførte, at omkring 200-500 tusind huguenotter, deriblandt Gatzwiller-slægten, flygtede til lande som England, Holland, Preussen og Schweiz, hvor særligt Geneve var et fristed. 
De fleste nuværende Gatzwillere i Danmark nedstammer fra brødrene Conrad Fr. og Richard Louis Gatzwiller, som indvandrede til Næstved i Danmark i 1857 fra den preussiske by Liegnitz, nuværende Legnica i Polen. Conrad var hattemager og havde butik i Kirkestræde 3 i Næstved. Han havde giftet sig med den tidligere ejers enke.
Richard bosatte sig i København. Han var gørtler af profession. Gatzwillerne var gode håndværkere og man kan i dag se Gatzwiller navnet på Københavns Rådhus, da de var med til at lave guld- og messingarbejde på rådhuset. 
I dag er Gatzwiller-slægten spredt udover verden og det er derfor meget svært at komme helt til bunds i hvem der levede hvor og hvornår. 
 Der er for få eller ingen kildehenvisninger i denne artikel, hvilket er et problem. Du kan hjælpe ved at angive troværdige kilder til de påstande, som fremføres i artiklen.